# Tom Nieto
Pour les articles homonymes, voir Nieto.
Thomas Andrew Nieto (né le 27 octobre 1960 à Downey, Californie, États-Unis) est un ancien receveur au baseball ayant joué dans les Ligues majeures de 1984 à 1990.

## Carrière

### Joueur
Tom Nieto est un choix de troisième ronde des Cardinals de Saint-Louis en 1981. Il fait ses débuts dans les majeures en 1984.
Nieto a été utilisé comme receveur réserviste durant toute sa carrière dans les grandes ligues. Il quitte Saint-Louis après la saison 1985, après avoir disputé avec eux une Série mondiale perdue en sept parties devant les Royals de Kansas City. Il est échangé aux Expos de Montréal le 31 mars 1986 contre le réserviste à l'avant-champ Fred Manrique. 
C'est avec Montréal qu'en 1986 Nieto sera le plus utilisé dans sa carrière, prenant part à 95 matchs. 
Le 3 février 1987, les Expos le transfèrent avec le releveur étoile Jeff Reardon aux Twins du Minnesota, en retour de Neal Heaton, Yorkis Perez, Jeff Reed et Al Cardwood.
Après deux saisons avec les Twins, Nieto est impliqué dans une transaction avec Philadelphie, et joue deux dernières années avec les Phillies en 1989 et 1990.
En 251 parties jouées dans les majeures, Tom Nieto a frappé dans une moyenne au bâton de ,205 avec 127 coups sûrs, 5 coups de circuit et 69 points produits. Il a joué en Série mondiale 1985 avec les Cardinals puis fait partie de l'équipe des Twins championne de la Série mondiale 1987 sans toutefois jouer en séries éliminatoires cette année-là.

### Instructeur
Nieto fait partie du personnel d'instructeurs des Yankees de New York de 1995 à 2002, après quoi il devient instructeur pour les Mets de New York au début de la saison 2005. Travaillant d'abord avec les receveurs de l'équipe, il devient instructeur au premier but mais en juin 2008 il est congédié en même temps que le manager du club, Willie Randolph.
Nieto devient en 2010 manager des Red Wings de Rochester, un club des ligues mineures de niveau Triple-A jouant dans la Ligue internationale. Les Red Wings sont le club-école des Twins du Minnesota. Nieto est reconfirmé dans ses fonctions pour la saison 2011. 